# Dobrodol
Dobrodol (en serbe cyrillique : Добродол ; en hongrois : Dobradó ou Dobradópuszta) est un village de Serbie situé dans la province autonome de Voïvodine. Il fait partie de la municipalité d’Irig dans le district de Syrmie (Srem). Au recensement de 2011, il comptait 107 habitants.
Avec Šatrinci, Dobrodol forme une communauté locale, c'est-à-dire une subdivision administrative, de la municipalité d'Irig.

## Géographie

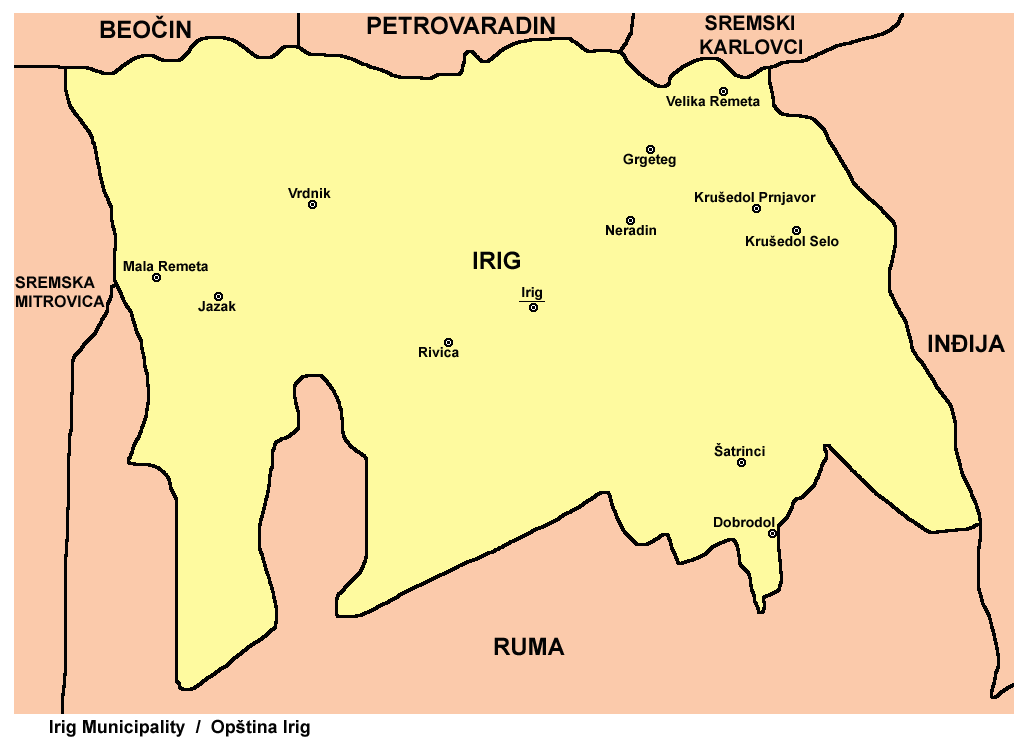
Localisation de Dobrodol dans la municipalité d'Irig

Dobrodol se trouve dans la région de Syrmie, au pied du versant méridional la Fruška gora. Le village est situé sur les bords du Međeš, qui fait partie du système de la Jarčina, un affluent de la Save. Le lac de Dobrodol est situé à proximité du village.

## Démographie

### Évolution historique de la population
| 1948 | 1953 | 1961 | 1971 | 1981 | 1991 | 2002 | 2011 |
| ---- | ---- | ---- | ---- | ---- | ---- | ---- | ---- |
| 126  | 186  | 199  | 146  | 129  | 126  | 127  | 107  |

|  |

### Données de 2002
Pyramide des âges (2002)
En 2002, l'âge moyen de la population était de 34,8 ans pour les hommes et 38,1 ans pour les femmes.
Répartition de la population par nationalités (2002)
En 2002, les Hongrois représentaient 75,6 % de la population.

### Données de 2011
En 2011, l'âge moyen de la population était de 41,7 ans, 40,7 ans pour les hommes et 42,9 ans pour les femmes.

## Culture
À Dobrodol se trouve l'association culturelle hongroise Petőfi Sándor.

## Économie
L'activité principale de Dobrodol est l'agriculture. On y produit notamment du maïs et du blé ; les fruits et les légumes du village sont à destination locale.

## Tourisme
Le lac de Dobrodol, un lac artificiel, sert pour la baignade en été ; on peut également y pratiquer la pêche sportive : on y trouve notamment des carpes et des perches.
Le village possède une petite église catholique qui est rattachée à la paroisse d'Irig dans le diocèse de Syrmie.